# Kataklysm
Kataklysm – deathmetalowy zespół założony w 1991 w Montrealu w Kanadzie.

## Życiorys

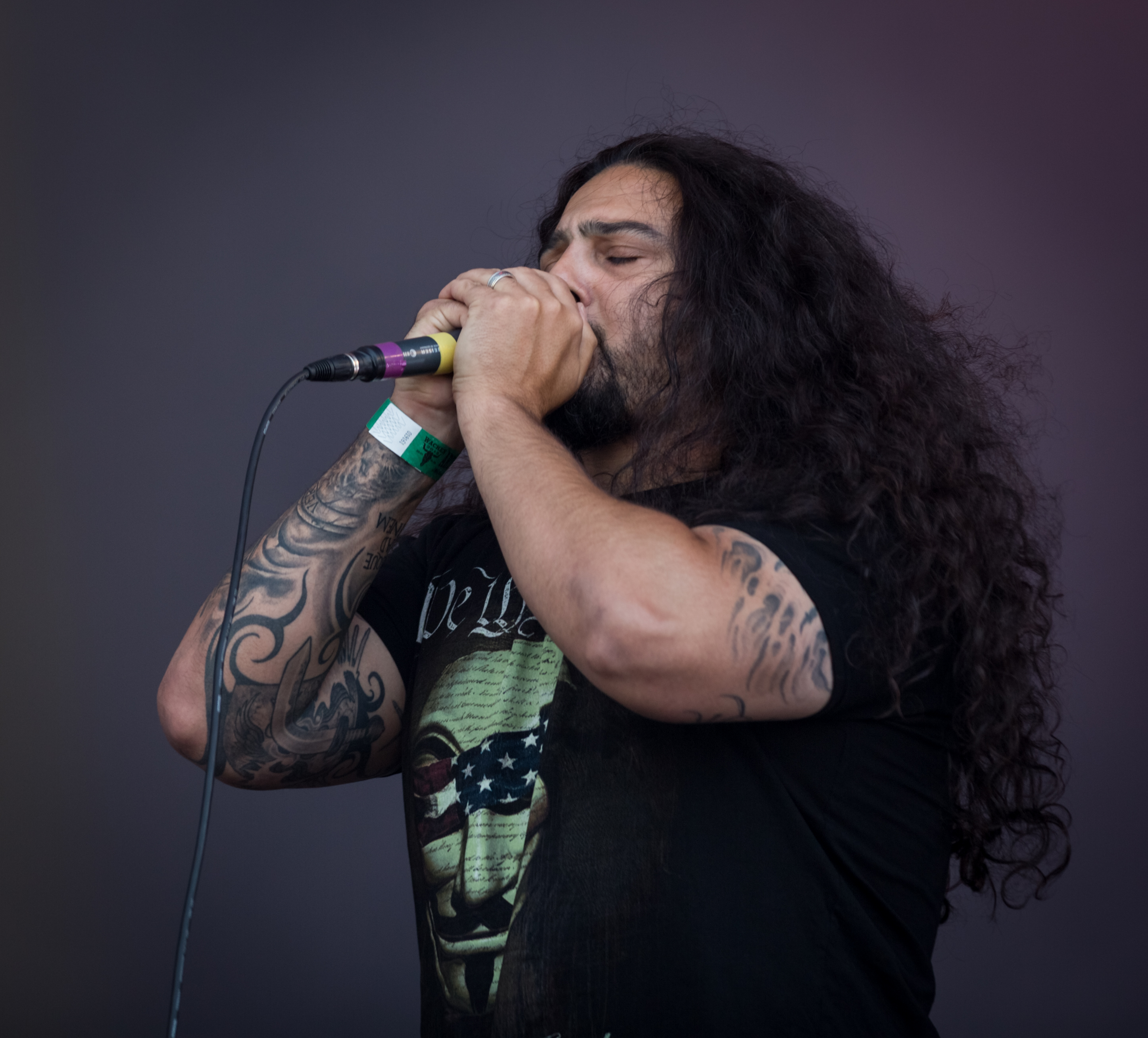
Maurizio Iacono, 2015

Kanadyjski zespół Kataklysm powstał na początku 1991 roku w Montrealu. Pierwszy skład grupy stanowili: Ariel Saied (perkusja), Sylvain Houde (śpiew), Jean-Francois Dagenais (gitara elektryczna) i Maurizio Iacono (gitara basowa).
W 1992 roku na kasecie magnetofonowej wydane zostało ich zawierające trzy utwory („Frozen in Time”, „Mystical Plane of Evil”, „Shrine Of Life”) demo The Death Gate Cycle of Reincarnation. Spotkało się ono ze sporym zainteresowaniem i w 1993 roku zespół podpisał kontrakt z niemiecką wytwórnią Nuclear Blast, nakładem której ukazał się na CD minialbum The Mystical Gate of Reincarnation. Znalazły się na nim trzy utwory z pierwszego dema oraz dodatkowo utwór „The Orb Of Uncreation”.
W 1995 roku ukazał się pierwszy album studyjny Sorcery, dość dobrze oceniony przez krytykę (w ocenie Allmusic album otrzymał 3 na 5 gwiazdek).
Pierwszym albumem studyjnym nagranym bez Sylvain'a Houde'a jest wydany w 1998 roku Victims of this Fallen World. Wokalistą zespołu został dotychczasowy basista Maurizio Iacono, zaś na gitarze basowej zagrał Stephane Barbe.
Pierwszy album koncertowy The Northern Hyperblast Live (w ocenie Allmusic 2 na 5 gwiazdek), zawierający zapis koncertu, który odbył się 21 grudnia 1996 roku, został wydany w 1998 roku nakładem Hypnotic Records.
Najlepiej jak dotąd ocenionym albumem Kataklysm jest Shadows and Dust wydany w 2002 roku (w ocenie Allmusic 4 na 5 gwiazdek).

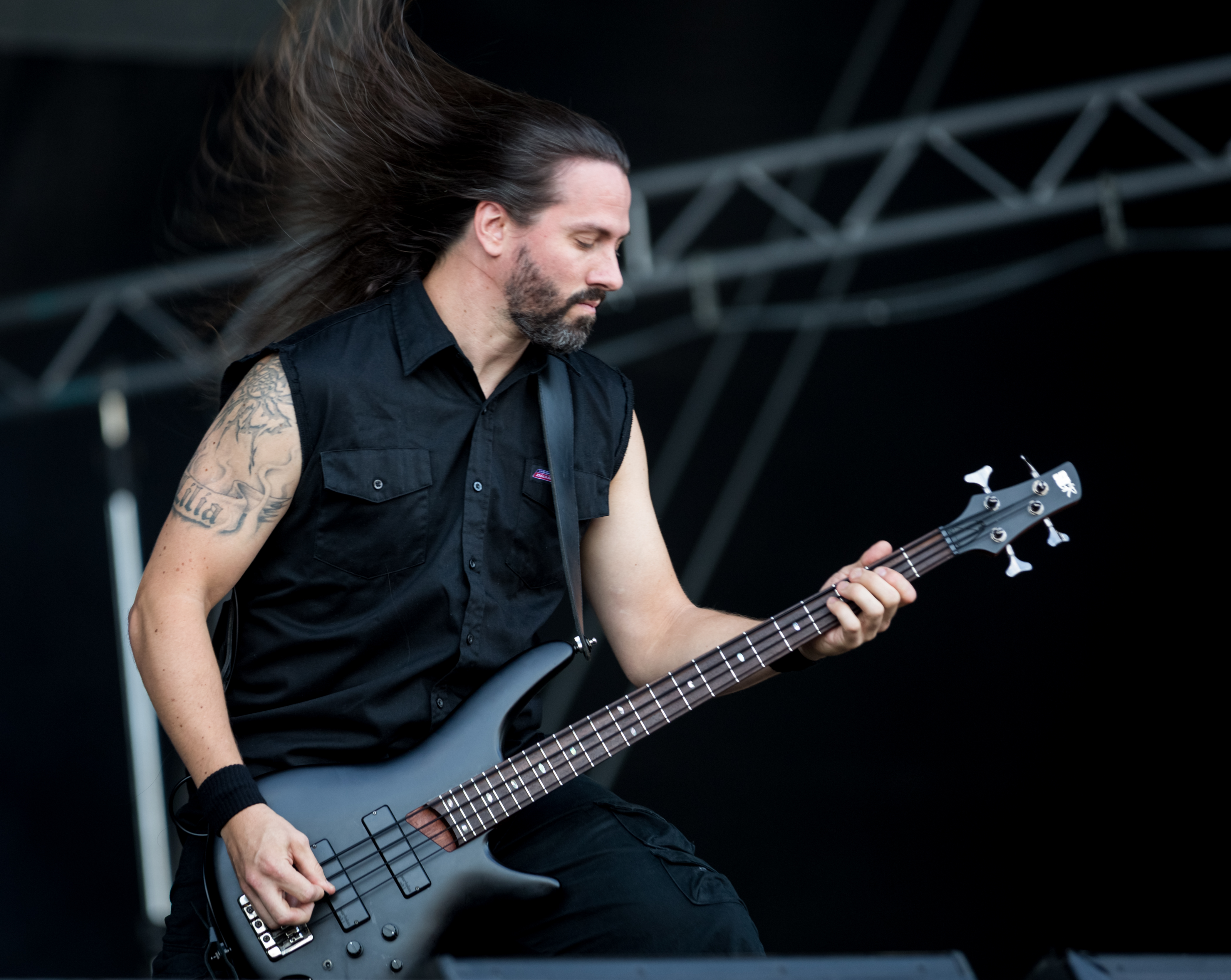
Stephane Barbe, 2015

W 2007 roku wydane zostało pierwsze oficjalne DVD zespołu Live in Deutschland: The Devastation Begins zawierające przede wszystkim zapis występu, który odbył się w sierpniu 2006 roku na Party.San-Festival w Bad Berka (Niemcy), a poza tym 4 utwory nagrane 
w klubie The Medley w Montrealu („Illuminati”, „To Reign Again”, „The Awakener” i „Sorcery”), film dokumentalny o 15 latach historii grupy oraz wszystkie teledyski nakręcone dotychczas przez Kataklysm („The Awakener”, „In Shadows & Dust”, „As I Slither”, „Crippled & Broken” i „To Reign Again”).
W 2008 roku ukazała się płyta Prevail, która jako pierwszy album zespołu Kataklysm znalazła się w notowaniach magazynu Billboard – na liście Top Heatseekers przebywała przez 2 tygodnie i dotarła do miejsca 15. W nagraniu albumu gościnnie udział wzięli Pat O’Brian z Cannibal Corpse i Dave Linsk z Overkill.
Kataklysm odbył trasy koncertowe w ponad 19 krajach. Występował z takimi zespołami jak: Behemoth, Dimmu Borgir, Unearth, Devildriver, Morbid Angel. Zespół zagrał również koncerty w Polsce:
- 12 września 2001 roku w klubie Park w Warszawie (z Dying Fetus)[6],
- 16 grudnia 2008 roku w klubie Stodoła w Warszawie (z grupami Morbid Angel, Marduk, Keep of Kalessin i Arsis w ramach Metalfest 2008)[7],
- 14 lipca 2009 roku w klubie Progresja w Warszawie (z grupami Death Angel, Keep Of Kalessin i Alastor w ramach trasy Summer Madness 2009)[8].

## Muzycy
Obecny skład zespołu

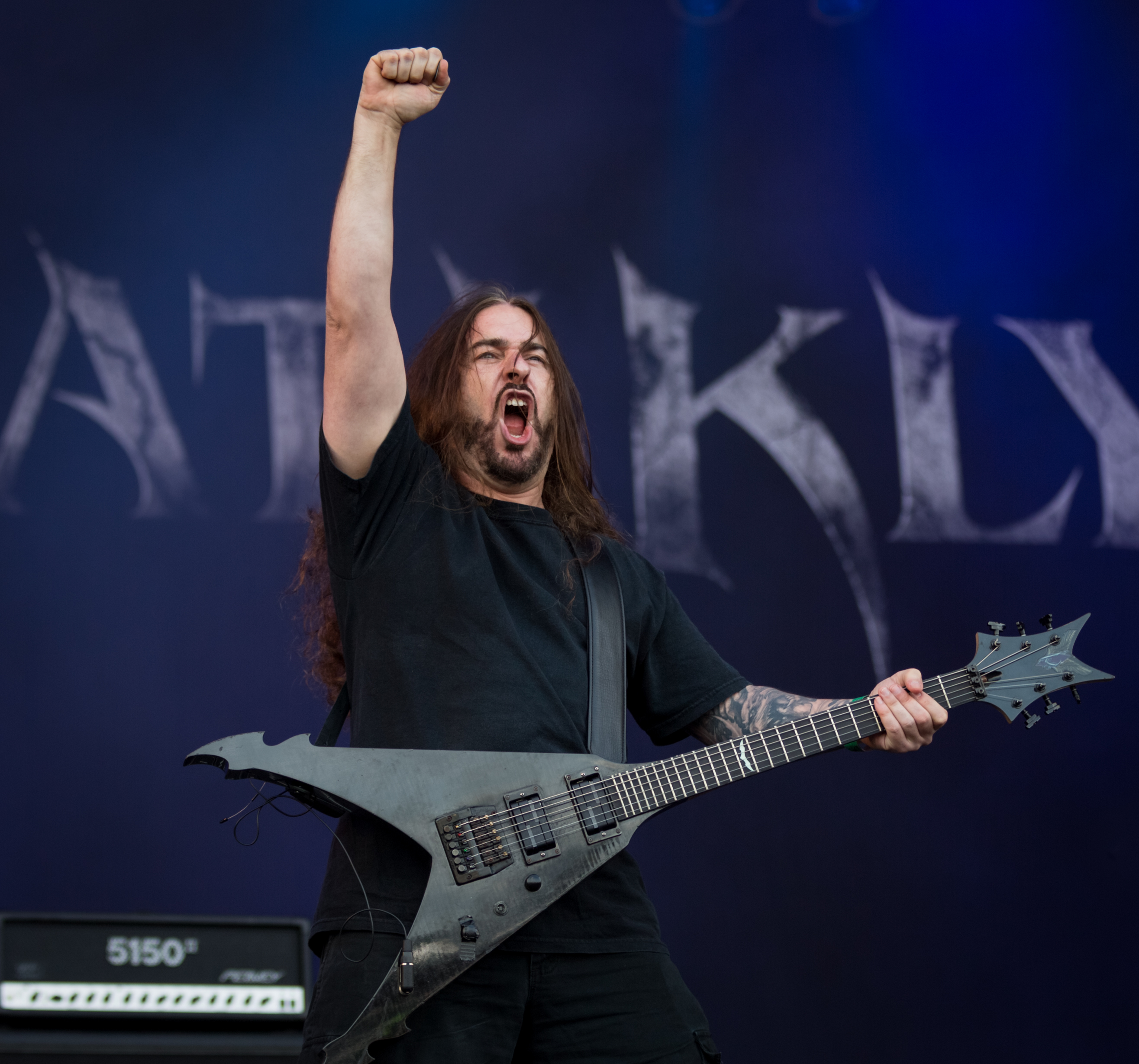
Jean-François Dagenais, 2015

- Maurizio Iacono – śpiew (od 1998), gitara basowa (1991–1998)
- Jean-François Dagenais – gitara (od 1991)
- Stephane Barbe – gitara basowa (od 1997)
- Olivier „Oli” Beaudoin – perkusja (od 2013)

Byli członkowie zespołu
- Ariel Saied – perkusja (1991–1992)
- Sylvain Houde – śpiew (1991–1998)
- Nick Miller – perkusja (1996–1998)
- Jean-Francois Richard – perkusja (2002–2004)
- Martin Maurais – perkusja (2004–2006)
- Max Duhamel – perkusja (1993–1995, 1998–2003, 2005–2013)

Muzycy koncertowi
- François Mongrain – gitara basowa

## Dyskografia
| 1991–1992 | - Ariel Saied - Sylvain Houde - Jean-Francois Dagenais - Maurizio Iacono                          |
| 1993–1995 | - Sylvain Houde - Jean-Francois Dagenais - Maurizio Iacono - Max Duhamel                          |
| 1996–1997 | - Sylvain Houde - Jean-Francois Dagenais - Maurizio Iacono - Nick Miller                          |
| 1998–2001 | - Jean-Francois Dagenais - Max Duhamel - Stephane Barbe - Maurizio Iacono                         |
| 2002–2003 | - Jean-Francois Dagenais - Max Duhamel - Stephane Barbe - Maurizio Iacono - Jean-Francois Richard |
| 2004      | - Jean-Francois Dagenais - Stephane Barbe - Maurizio Iacono - Martin Maurais                      |
| 2005–2006 | - Jean-Francois Dagenais - Stephane Barbe - Maurizio Iacono - Martin Maurais - Max Duhamel        |
| od 2007   | - Jean-Francois Dagenais - Stephane Barbe - Maurizio Iacono - Max Duhamel                         |

Albumy studyjne
| 1995                           | Sorcery - Data: 10 lutego 1995 - Wydawca: Nuclear Blast                                     | –  | –  | –  | –  | –  | –  |
| 1996                           | Temple of Knowledge (Kataklysm Part III) - Data: 26 czerwca 1996 - Wydawca: Nuclear Blast   | –  | –  | –  | –  | –  | –  |
| 1998                           | Victims of this Fallen World - Data: 5 października 1998 - Wydawca: Hypnotic Records        | –  | –  | –  | –  | –  | –  |
| 2000                           | The Prophecy (Stigmata of the Immaculate) - Data: 17 kwietnia 2000 - Wydawca: Nuclear Blast | –  | –  | –  | –  | –  | –  |
| 2001                           | Epic: The Poetry of War - Data: 3 września 2001 - Wydawca: Nuclear Blast                    | –  | –  | –  | –  | –  | –  |
| 2002                           | Shadows and Dust - Data: 23 września 2002 - Wydawca: Nuclear Blast                          | –  | –  | –  | –  | –  | –  |
| 2004                           | Serenity in Fire - Data: 22 marca 2004 - Wydawca: Nuclear Blast                             | –  | –  | –  | –  | –  | –  |
| 2006                           | In the Arms of Devastation - Data: 20 lutego 2006 - Wydawca: Nuclear Blast                  | –  | —  | –  | 76 | –  | –  |
| 2008                           | Prevail - Data: 23 maja 2008 - Wydawca: Nuclear Blast                                       | –  | 15 | –  | 38 | 83 | 44 |
| 2010                           | Heaven’s Venom - Data: 13 sierpnia 2010 - Wydawca: Nuclear Blast                            | 40 | 8  | 23 | 35 | 53 | 32 |
| 2013                           | Waiting for the End to Come - Data: 25 października 2013 - Wydawca: Nuclear Blast           | –  | 20 | –  | 55 | 62 | 63 |
| 2015                           | Of Ghosts and Gods - Data: 31 lipca 2015 - Wydawca: Nuclear Blast                           | 30 | 6  | 12 | 27 | 31 | 37 |
| „—” pozycja nie była notowana. |                                                                                             |    |    |    |    |    |    |

Kompilacje
| Rok  | Tytuł                                                                                                 |
| ---- | --- |
| 2004 | Northern Hyperblast/Victims of This Fallen World - Data: 22 kwietnia 2004 - Wydawca: Hypnotic Records |

Albumy koncertowe
| Rok  | Tytuł                                                             |
| ---- | ----------------------------------------------------------------- |
| 1998 | Northern Hyperblast Live - Data: 1998 - Wydawca: Hypnotic Records |

Minialbumy
| Rok  | Tytuł                                                                                 |
| ---- | ------------------------------------------------------------------------------------- |
| 1993 | The Mystical Gate of Reincarnation - Data: 30 listopada 1993 - Wydawca: Nuclear Blast |
| 1994 | Vision the Chaos - Data: 1994 - Wydawca: Boundless Records                            |

Dema
| Rok  | Tytuł                                                                    |
| ---- | ------------------------------------------------------------------------ |
| 1992 | The Death Gate Cycle Of Reincarnation - Data: luty 1992 - Wydawca: Socan |
| 1993 | The Vortex of Resurrection - Data: 1993 - Wydawca: Nuclear Blast         |
| 1993 | Rehearsal - Data: marzec 1993 - Wydawca: brak (wydanie własne)           |

## Wideografia

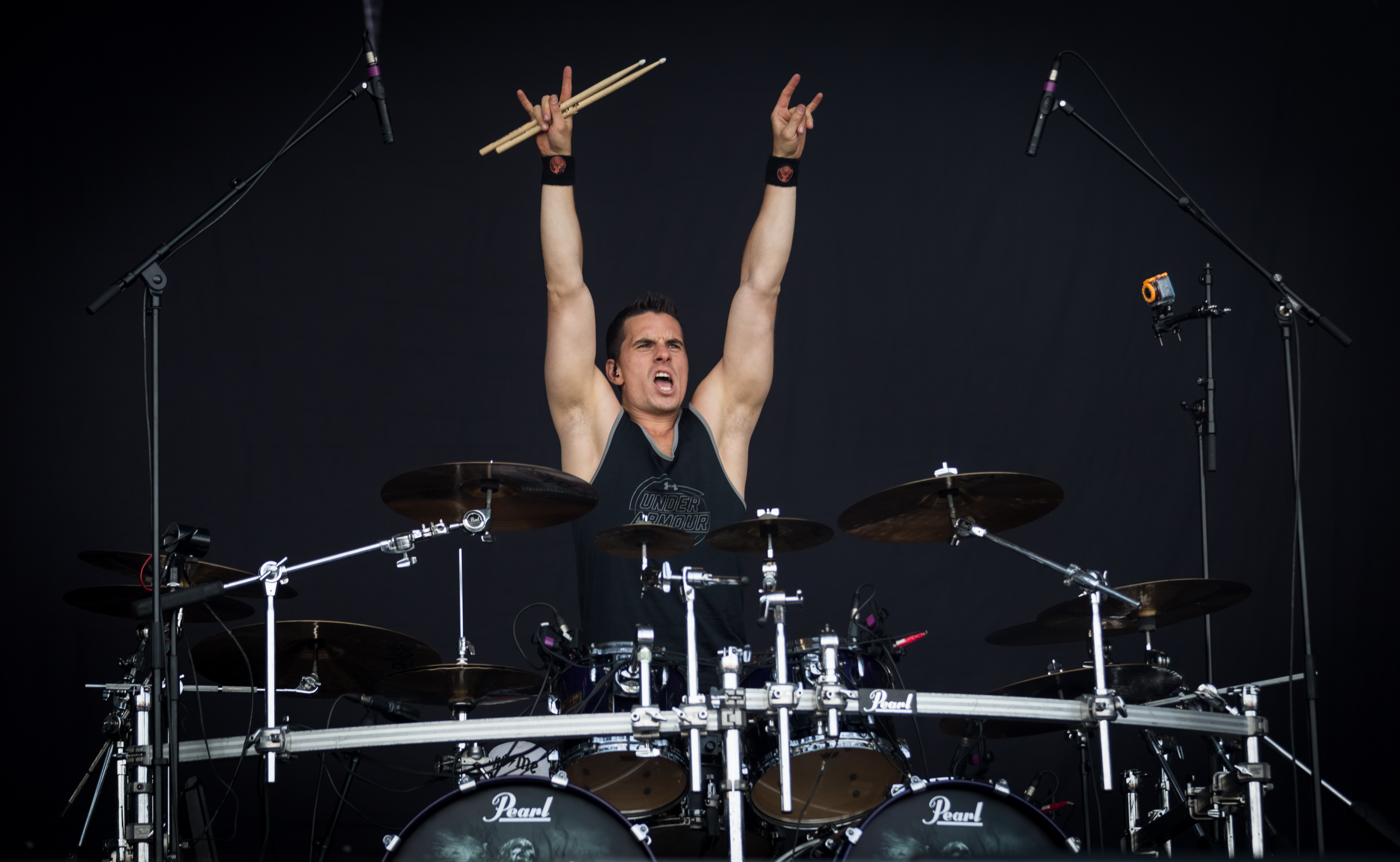
Olivier „Oli” Beaudoin, 2015

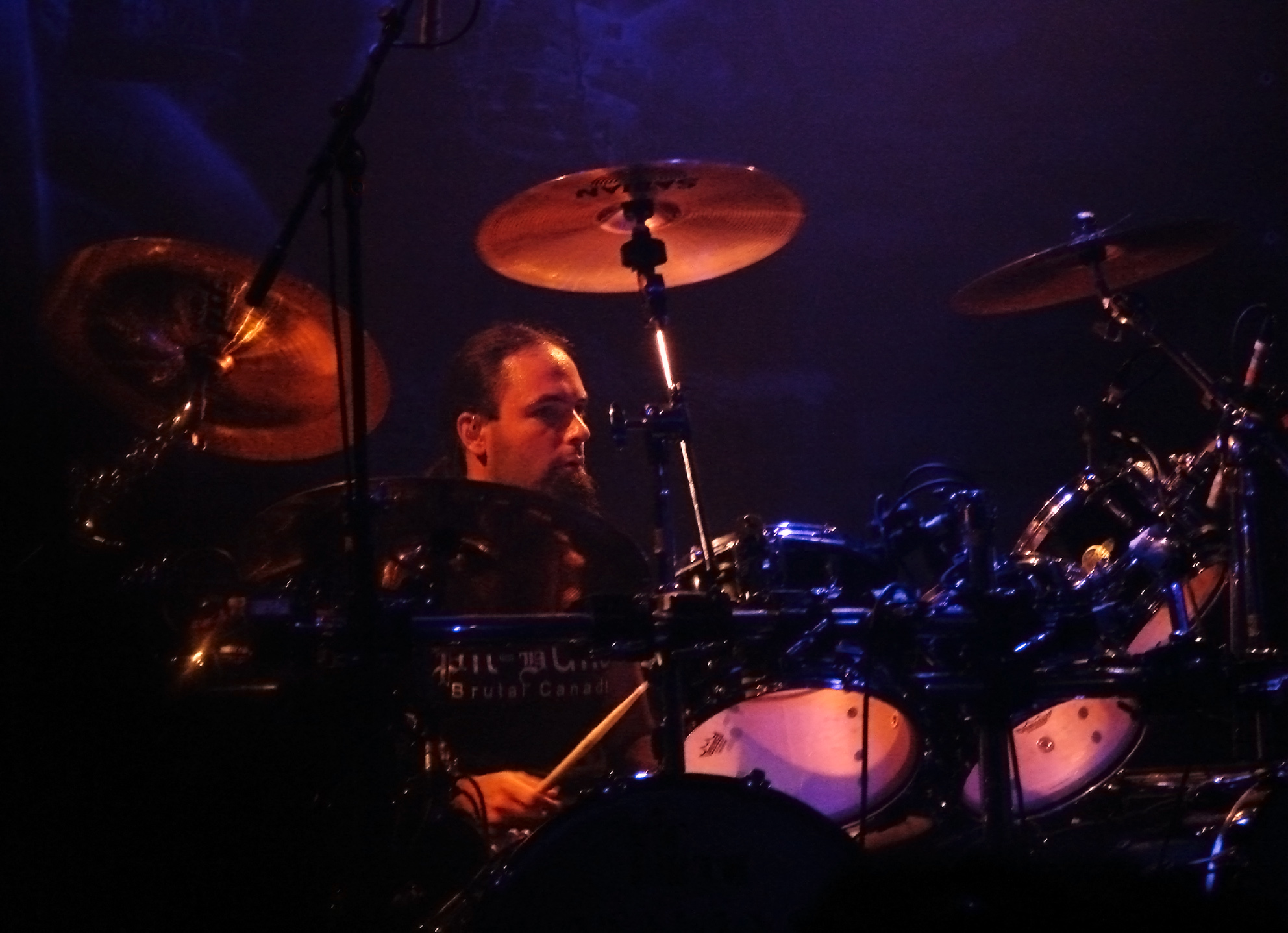
Max Duhamel, 2007

| 2007                           | Live in Deutschland: The Devastation Begins - Data: 20 lutego 2007 - Wydawca: Nuclear Blast | –  |
| 2012                           | The Iron Will: 20 Years Determined - Data: 3 lipca 2012 - Wydawca: Nuclear Blast            | 98 |
| „—” pozycja nie była notowana. |                                                                                             |    |

## Teledyski
| Rok  | Tytuł                         | Reżyseria         | Album                                    |
| ---- | ----------------------------- | ----------------- | ---------------------------------------- |
| 1996 | „The Awakener"                | Maurice Deverault | Temple of Knowledge (Kataklysm Part III) |
| 2002 | „In Shadows & Dust"           | SVBell            | Shadows & Dust                           |
| 2004 | „As I Slither”                | Joe Lynch         | Serenity in Fire                         |
| 2006 | „Crippled & Broken”           | Maurice Swinkels  | In the Arms of Devastation               |
| 2006 | „To Reign Again”              | Maurice Swinkels  | In the Arms of Devastation               |
| 2008 | „Taking the World By Storm”   | David Brodsky     | Prevail                                  |
| 2009 | „Blood in Heaven"             | Maxime Hebert     | Prevail                                  |
| 2010 | „Push the Venom"              | Ivan Colic        | Heaven’s Venom                           |
| 2011 | „At the Edge of the World"    | Tommy Jones       | Heaven’s Venom                           |
| 2012 | „Iron Will”                   | Tommy Jones       | Iron Will                                |
| 2013 | „Elevate"                     | Ivan Colic        | Waiting For the End To Come              |
| 2014 | „The American Way"            | Tommy Jones       | Waiting For the End To Come              |
| 2015 | „Breaching The Asylum"        | Tommy Jones       | Of Ghosts and Gods                       |
| 2015 | „The Black Sheep”             | —                 | Of Ghosts and Gods                       |
| 2015 | „Marching Through Graveyards” | —                 | Of Ghosts and Gods                       |
| 2015 | „Vindication”                 | —                 | Of Ghosts and Gods                       |
| 2015 | „Thy Serpent's Tongue”        | —                 | Of Ghosts and Gods                       |
| 2015 | „Soul Destroyer”              | —                 | Of Ghosts and Gods                       |
| 2015 | „Carrying Crosses”            | —                 | Of Ghosts and Gods                       |

## Nagrody i wyróżnienia
| Rok  | Kategoria                                                        | Nagroda                 | Uwagi      |
| ---- | ---------------------------------------------------------------- | ----------------------- | ---------- |
| 2011 | The Best Death Metal Album (Heaven’s Venom)                      | Metal Storm Awards 2010 | 9 miejsce  |
| 2014 | The Best Death Metal Album (Waiting For The End To Come)         | Metal Storm Awards 2013 | 12 miejsce |
| 2015 | Metal/Hard Music Album Of The Year (Waiting For The End To Come) | Nagroda Juno            | Nominacja  |
| 2016 | Heavy Metal Album of the Year (Of Ghosts and Gods)               | Nagroda Juno            | Laur       |